# Joan Maxwell
Joan Maxwell (* 17. November 1930 in Winnipeg; † 17. Dezember 2000 in Toronto) war eine kanadische Sängerin (Mezzosopran) und Musikpädagogin.

## Leben
Maxwell studierte ab 1948 am British Columbia Institute of Music und Drama in Vancouver und 1950 an der Musikfakultät der University of Toronto. Zu ihren Lehrern zählten in Vancouver Glyndwr Jones und Phyllis Schuldt und in Toronto Emmy Heim, Greta Kraus und Ernesto Vinci. 1954 gewann sie einen Preis beim Talentwettbewerb Opportunity Knocks und den Großen Preis beim Gesangswettbewerb Nos Futures Étoiles. In der Folge nahm sie an zwei Tourneen der Jeunesses musicales of Canada (1954 und 1959) teil. 1955–56 wurde sie Vizemeisterin beim Wettbewerb Singing Stars of Tomorrow. Als Solistin trat die mit der Opera Festival Company, dem Winnipeg Symphony Orchestra und Winnipeg Pilharmonic Choir sowie verschiedenen Rundfunk- und Fernsehproduktionen der CBC auf.
Als Stipendiatin des Canada Council und des British Council vervollkommnete Maxwell zwischen 1961 und 1967 ihre Ausbildung in England bei Otakar Kraus. Sie trat in den 1960er Jahren sowohl in tragenden Rollen als Opernsängerin als auch als Oratorien- und Liedsängerin unter Dirigenten wie Ernest MacMillan, Seiji Ozawa, Walter Susskind, Otto-Werner Mueller, Mario Bernardi und Victor Feldbrill auf.
Nach einer schweren Rückenverletzung 1969 musste Maxwell ihre Aktivitäten stark einschränken. Von 1973 bis 1978 gab sie am Seneca College, danach privat Gesangsunterricht. 1984 zog sie nach Ottawa und unterrichtete ab 1985 an der Canterbury High School for the Persormiong Arts und ab 1988 an der University of Ottawa, außerdem privat an der Carleton University.
Sie organisierte die Studio Opera Guild, die jungen Sängern der Stadt die Möglichkeit aufzutreten gab, und wurde Mitglied der National Capital Opera Society. Mehrere Komponisten widmeten ihr Werke, so Murray Adaskin Of Man and  the Universe und Bernard Naylor The Nymph Complaining of the Death of Her Faun. Auf Plattenaufnahmen ist sie u. a. in Calixa Lavallées Oper The Widow und Liedern von Samuel Barber, Michel Perrault, Richard Strauss und Johannes Brahms (mit Chester Duncan am Klavier) zu hören.